# Acalypha heteromorpha
Acalypha heteromorpha là một loài thực vật có hoa trong họ Đại kích. Loài này được Rusby mô tả khoa học đầu tiên năm 1927.